# Société de la Comédie-Française
Die Société de la Comédie-Française (Gesellschaft der Comédie-Française) ist die genossenschaftlich organisierte Trägergesellschaft, die für Verwaltung, Personal und Betrieb der Comédie-Française zuständig ist. Gegründet im Jahr 1680 unter Ludwig XIV., wurden unter Napoleon Bonaparte 1812 die Statuten im Moskauer Dekret, wie sie in überwiegender Form bis heute gültig sind, eingeführt. Sie besteht ausschließlich aus Schauspielern der Truppe der Comédie-Française.
Die Gesamtleitung hat der Intendant des Hauses, der Administrateur général genannt wird, inne. Sechs Mitglieder der Société sind Teil eines Verwaltungsausschusses (Comité de l’administration), der über Personalfragen und Personalausgaben, insbesondere was die Schauspieler der Truppe angeht, bestimmt. Drei von den Mitgliedern des Ausschusses werden von den gesamten Mitgliedern der Société gewählt, drei vom Intendanten ernannt. Dieser Verwaltungsausschuss wird Anfang jedes Jahres neu bestimmt.
Die Société besteht heutzutage meistens aus knapp 40 Mitgliedern. Die restlichen ca. 20 Truppenmitglieder werden Pensionnaires genannt und haben Einjahresverträge. Die Mitgliedschaft in der Société ist seit 1995 nach einem Jahr möglich, davor waren es zwei Jahre. Die neuen Mitglieder werden vom Verwaltungsausschuss vorgeschlagen, woraufhin eine Abstimmung der gesamten Mitglieder der Société über den Vorschlag erfolgt. Die Schauspieler werden dann zu Sociétaires de la Comédie-Française. Sie verpflichten sich der Comédie-Française für 10 Jahre seit ihrer Einstellung in der Truppe und werden dafür am Gewinn beteiligt, der jährlich ausbezahlt wird. Diese Gewinnbeteiligung wird, über die aktive Zeit als Schauspieler hinaus, als Pension, weiterbezahlt. Die Höhe der Auszahlung wird vom Verwaltungsausschuss festgelegt.
Nach Ende der 10 Jahre an der Truppe kann der Verwaltungsausschuss den Vertrag viermal um jeweils fünf Jahre verlängern oder den Schauspieler in den Ruhestand schicken. Nach 30 Jahren an der Truppe bekommen die Schauspieler nur noch sukzessive Einjahresverträge, die vom Verwaltungsausschuss am Ende jedes Jahres erneuert werden müssen. Zum Ende jeder Verlängerungsfrist kann der betreffende Schauspieler auch selbst entscheiden, eine Kündigung einzureichen.
Der dienstälteste Schauspieler wird in der Comédie-Française Doyen genannt. Er sitzt ebenfalls im Verwaltungsausschuss und vertritt den Administrateur général bei Abwesenheit.

## Sociétaires de la Comédie-Française (Auswahl)
Von vielen der Schauspieler ist, über ihre Mitgliedschaft in der Comédie-Française hinaus, fast nichts bekannt, diese sind deshalb hier nicht aufgeführt. Die Ensemblemitglieder sind in der Reihenfolge der Aufnahme, mit dem Eintrittsjahr, aufgeführt.

### 17. Jahrhundert
- 1680: Mademoiselle de Brie
- 1680: Marie Claveau
- 1680: La Grange
- 1680: Armande Béjart
- 1680: André Hubert
- 1680: Mademoiselle La Grange
- 1680: Rosimond
- 1680: Dauvilliers
- 1680: Guérin d’Estriché
- 1680: Verneuil
- 1680: Mademoiselle Dupin
- 1680: Judith de Nevers
- 1680: Charles Chevillet
- 1680: Marie Champmeslé
- 1680: Michel Baron
- 1680: Beauval
- 1680: Jeanne Olivier Bourguignon
- 1680: Charlotte Le Noir de La Thorillière
- 1680: Raymond Poisson
- 1680: La Thuillerie
- 1680: Françoise Cordon
- 1680: Françoise Jacob de Montfleury
- 1680: Raisin cadet
- 1680: Françoise Pitel
- 1682: Brécourt
- 1684: La Thorillière
- 1685: Thérèse Dancourt
- 1685: Jeanne de La Rue
- 1685: Anne Pitel de Longchamp
- 1685: Louise Pitel
- 1685: Nicolas Desmares
- 1685: Dancourt
- 1693: Mademoiselle Duclos
- 1695: Pierre-Louis Villot-Dufey
- 1685: Jean Quinault
- 1699: Charlotte Desmares
- 1699: Manon Dancourt
- 1699: Mimi Dancourt

### 18. Jahrhundert
- 1702: Marc-Antoine Legrand
- 1702: Charles Botot Dangeville
- 1704: Philippe Poisson
- 1706: Mademoiselle Sallé
- 1708: Catherine Dangeville
- 1712: Jean-Baptiste-Maurice Quinault
- 1712: Quinault-Dufresne
- 1714: Marie-Anne-Catherine Quinault
- 1717: Adrienne Lecouvreur
- 1718: Jeanne-Françoise Quinault
- 1718: Duchemin
- 1722: Anne-Maurice La Thorillière
- 1722: Jeanne-Elisabeth Labatte
- 1722: Mademoiselle de la Motte
- 1724: François-Armand Huguet
- 1725: Mademoiselle de Seine
- 1725: Poisson De Roinville
- 1728: Montmény
- 1728: Olympe de Clèves
- 1729: Grandval
- 1729: Pierre-Claude Sarrazin
- 1730: Marie-Anne Botot Dangeville
- 1731: Mademoiselle Gaussin
- 1733: François Liard
- 1734: Fierville
- 1736: Louis Blouin
- 1738: Marie Dumesnil
- 1742: Jean-Baptiste de La Noue
- 1742: Louis-François Paulin
- 1742: Madame Drouin
- 1743: Mademoiselle Clairon
- 1750: Marie-Jeanne Brillant
- 1751: Lekain
- 1752: Bellecour
- 1753: Adélaïde Hus
- 1753: Préville
- 1757: Mademoiselle Préville
- 1758: Brizard
- 1758: Dalainville
- 1760: Jean Dauberval
- 1761: François-René Molé
- 1761: Mademoiselle Le Kain
- 1765: Aufresne
- 1766: Alexandrine Fanier
- 1767: Mademoiselle Saint-Val aînée
- 1767: Mademoiselle Durancy
- 1767: Rose Vestris
- 1769: Marie-Anne de Lachassaigne
- 1772: Jacques Marie Boutet
- 1772: Dugazon
- 1773: Françoise Marie Antoinette Saucerotte
- 1773: Desessarts
- 1775: Larive
- 1776: Mademoiselle Saint-Val cadette
- 1777: Louise Contat
- 1778: Dazincourt
- 1779: Charles Joseph Vanhove
- 1781: Madame Thenard
- 1782: Jeanne Olivier
- 1784: Saint-Prix
- 1784: Saint-Fal
- 1785: Sophie Devienne
- 1785: Émilie Contat
- 1785: Caroline Vanhove
- 1776: Julie Candeille
- 1784: Jean-Baptiste Naudet
- 1787: Grammont
- 1787: Barthélémy Larochelle
- 1789: Louise Desgarcins
- 1789: François-Joseph Talma
- 1792: Grandmesnil
- 1792: Denis Dupont
- 1793: Mademoiselle Lange
- 1799: Joséphine Mézeray
- 1799: Alexandre-Vincent Pineux Duval
- 1799: Antoine Michaut
- 1799: Mademoiselle Mars
- 1800: Pierre Lafon

### 19. Jahrhundert
- 1802: Mademoiselle Volnais
- 1804: Mademoiselle George
- 1804: Mademoiselle Duchesnois
- 1809: Jeanne-Émilie Leverd
- 1811: De Vigny
- 1811: Théodore Michelot
- 1812: Rose Dupuis
- 1814: Claude-Charles Cartigny
- 1817: Louis Monrose
- 1817: Firmin
- 1819: Madame Tousez
- 1822: Grandville
- 1823: Lucinde Paradol
- 1825: Menjaud
- 1827: Joseph Isidore Samson
- 1828: Mademoiselle Hervey
- 1828: Madame Menjaud
- 1828: Perrier
- 1828: Joanny
- 1831: Pierre-Mathieu Ligier
- 1831: Armand-Dailly
- 1832: Mademoiselle Anaïs
- 1835: Edmond Geffroy
- 1836: Jeanne Arnould-Plessy
- 1837: François-Joseph Regnier
- 1839: Jean-Baptiste Provost
- 1842: Rachel Félix
- 1843: Augustine Brohan
- 1843: Mademoiselle Mélingue
- 1846: Paul-Louis Leroux
- 1850: Edmond Got
- 1850: Louis-Arsène Delaunay
- 1850: Madeleine Brohan
- 1852: Louis Monrose
- 1854: Prosper Bressant
- 1863: Henri Lafontaine
- 1863: Victoria Lafontaine
- 1864: Coquelin aîné
- 1864: Édile Riquer
- 1866: Zélia Ponsin
- 1867: Frédéric Febvre
- 1871: Dinah Félix
- 1872: Charles Thiron
- 1872: Suzanne Reichenberg
- 1873: Marie Royer
- 1873: Sophie Croizette
- 1874: Mounet-Sully
- 1875: Jules Laroche
- 1875: Sarah Bernhardt
- 1876: Blanche Barretta
- 1878: Gustave-Hippolyte Worms
- 1879: Coquelin cadet
- 1879: Jeanne Samary
- 1881: Julia Bartet
- 1883: Eugène Silvain
- 1883: Mademoiselle Dudlay
- 1883: Gabrielle Tholer
- 1886: Blanche Pierson
- 1887: Georges Baillet
- 1887: Charles Le Bargy
- 1887: Maurice de Féraudy
- 1888: Jules Truffier
- 1888: Céline Montaland
- 1889: Louis Leloir
- 1891: Albert Lambert
- 1891: Paul Mounet
- 1891: Mademoiselle Marsy
- 1896: Jules-Louis-Auguste Leitner
- 1896: Marthe Brandès
- 1899: Louise Lara

### 20. Jahrhundert
- 1902: Caroline Eugénie Segond-Weber
- 1903: Émile Dehelly
- 1904: Marie-Thérèse Kolb
- 1904: Cécile Sorel
- 1905: Marie-Thérèse Piérat
- 1908: Georges Grand
- 1909: Berthe Cerny
- 1910: Marcel Dessonnes
- 1910: Marcelle Géniat
- 1910: Jeanne Delvair
- 1910: Louise Silvain
- 1910: André Brunot
- 1912: Madeleine Roch
- 1914: Jean Croué
- 1914: Léon Bernard
- 1918: Édouard de Max
- 1919: Georges Le Roy
- 1920: Suzanne Devoyod
- 1920: Émilienne Dux
- 1920: Berthe Bovy
- 1920: René Alexandre
- 1920: Denis d'Inès
- 1921: Maxime Desjardins
- 1922: Béatrix Dussane
- 1922: Charles Granval
- 1922: Marie Ventura
- 1923: Roger Monteaux
- 1924: Pierre Fresnay
- 1924: Gabrielle Robinne
- 1924: Huguette Duflos
- 1925: Jean Hervé
- 1926: Gabrielle Colonna-Romano
- 1927: André Luguet
- 1928: Madeleine Renaud
- 1928: Marie Bell
- 1928: Mary Marquet
- 1929: Jacques Guilhène
- 1929: Jean Yonnel
- 1929: Andrée de Chauveron
- 1929: Béatrice Bretty
- 1930: Catherine Fonteney
- 1931: Fernand Ledoux
- 1931: Pierre Bertin
- 1932: Jean Weber
- 1934: André Bacqué
- 1935: Lucien Dubosq
- 1935: Pierre Dux
- 1936: Maurice Escande
- 1936: Maurice Donneaud
- 1936: Véra Korène
- 1936: Germaine Rouer
- 1937: Jeanne Sully
- 1937: Maurice Chambreuil
- 1937: Jean Martinelli
- 1937: Henriette Barreau
- 1937: Aimé Clariond
- 1937: Jean Debucourt
- 1939: Gisèle Casadesus
- 1942: Irène Brillant
- 1942: Antoine Balpêtré
- 1942: Julien Bertheau
- 1942: Jean Meyer
- 1942: Mony Dalmès
- 1942: Renée Faure
- 1943: Louis Seigner
- 1943: Jean-Louis Barrault
- 1945: Jean Chevrier
- 1947: Jacques Charon
- 1948: Robert Manuel
- 1948: Louise Conte
- 1948: Annie Ducaux
- 1950: Micheline Boudet
- 1950: Georges Chamarat
- 1950: Yvonne Gaudeau
- 1950: André Falcon
- 1950: Jean Davy
- 1951: Lise Delamare
- 1952: Robert Hirsch
- 1953: Denise Noël
- 1953: Marie Sabouret
- 1953: Jean Pirat
- 1954: Paul-Émile Deiber
- 1954: Jacques Eyser
- 1954: Hélène Perdrière
- 1954: Jean Marchat
- 1856: Michel Aumont
- 1956: Thérèse Marney
- 1958: Denise Gence
- 1958: Georges Descrières
- 1959: Jacques Sereys
- 1960: Jean-Paul Roussillon
- 1960: Claude Winter
- 1960: Henri Rollan
- 1960: François Chaumette
- 1960: Jacques Toja
- 1961: Bernard Dhéran
- 1962: Catherine Samie
- 1964: Michel Etcheverry
- 1965: Michel Aumont
- 1965: Geneviève Casile
- 1966: René Camoin
- 1967: Michel Duchaussoy
- 1968: Jean-Claude Arnaud
- 1968: Jacques Destoop
- 1968: Françoise Seigner
- 1970: René Arrieu
- 1970: Paule Noëlle
- 1972: Simon Eine
- 1972: Bérengère Dautun
- 1972: Alain Pralon
- 1973: François Beaulieu
- 1975: Claire Vernet
- 1975: Ludmila Mikaël
- 1975: Jean-Luc Boutté
- 1976: Christine Fersen
- 1976: Tania Torrens
- 1976: Catherine Hiegel
- 1976: Nicolas Silberg
- 1976: Claude Giraud
- 1977: Catherine Salviat
- 1977: Dominique Rozan
- 1977: Francis Huster
- 1977: Patrice Kerbrat
- 1977: Dominique Constanza
- 1979: Béatrice Agenin
- 1980: Jean Le Poulain
- 1981: Catherine Ferran
- 1981: Gérard Giroudon
- 1982: Yves Gasc
- 1983: Christine Murillo
- 1983: Richard Fontana
- 1983: Roland Bertin
- 1985: Claude Mathieu
- 1986: Guy Michel
- 1986: Marcel Bozonnet
- 1988: Muriel Mayette
- 1988: Martine Chevallier
- 1989: Véronique Vella
- 1989: Alberte Aveline
- 1989: Jean-Paul Moulinot
- 1990: Jean-Yves Dubois
- 1990: Catherine Sauval
- 1991: Jean-Luc Bideau
- 1992: Michel Favory
- 1993: Thierry Hancisse
- 1993: Jean Dautremay
- 1994: Anne Kessler
- 1994: Philippe Torreton
- 1994: Jean-Pierre Michaël
- 1995: Isabelle Gardien
- 1995: Igor Tyczka
- 1995: Andrzej Seweryn
- 1997: Cécile Brune
- 1997: Michel Robin
- 1998: Sylvia Bergé
- 1998: Jean-Baptiste Malartre
- 1998: Éric Ruf
- 1998: Éric Génovèse
- 1998: Bruno Raffaelli
- 2000: Christian Blanc
- 2000: Alain Lenglet
- 2000: Florence Viala
- 2000: Coraly Zahonero
- 2000: Denis Podalydès

### 21. Jahrhundert
- 2002: Alexandre Pavloff
- 2002: Françoise Gillard
- 2004: Céline Samie
- 2004: Clotilde de Bayser
- 2004: Jérôme Pouly
- 2004: Laurent Stocker
- 2005: Pierre Vial
- 2005: Guillaume Gallienne
- 2007: Laurent Natrella
- 2007: Michel Vuillermoz
- 2007: Elsa Lepoivre
- 2009: Christian Gonon
- 2009: Julie Sicard
- 2010: Loïc Corbery
- 2010: Léonie Simaga
- 2011: Serge Bagdassarian
- 2011: Hervé Pierre
- 2012: Samuel Labarthe
- 2013: Bakary Sangaré
- 2013: Pierre Louis-Calixte
- 2013: Christian Hecq
- 2014: Nicolas Lormeau
- 2014: Gilles David
- 2015: Stéphane Varupenne
- 2016: Suliane Brahim
- 2016: Adeline d'Hermy
- 2017: Georgia Scalliet
- 2017: Jérémy Lopez
- 2018: Clément Hervieu-Léger
- 2019: Benjamin Lavernhe
- 2019: Sébastien Pouderoux
- 2020: Didier Sandre
- 2020: Christophe Montenez
- 2021: Dominique Blanc
- 2023: Jennifer Decker
- 2023: Anna Cervinka
- 2024: Julien Frison
- 2024: Marina Hands